# Pisonia siphonocarpa
Pisonia siphonocarpa là một loài thực vật thuộc họ Nyctaginaceae. Đây là loài đặc hữu của Polynésie thuộc Pháp.